# Revolver (banda francesa)
Revolver es una banda francesa formada en la ciudad de París el año 2006. Sus integrantes son Ambroise Willaume (voz y guitarra), Christophe Musset (voz y guitarra) y Jérémie Arcache (voz y chelo).

## Historia

### Inicios
Ambroise Willaume y Christophe Musset se conocieron en la universidad y empezaron a hacer música juntos en 2002.
Ellos hacen sus primeros conciertos en 2004 en los bares de París, jugando sobre todo y escribiendo sus propias canciones a partir de 2005. Ellos deciden llamarse Revolver en abril de 2006. El nombre del grupe hace referencia a un cartel de "Revolver Sessions" de los Beatles que Ambroise tenía en su habitación. En octubre de ese año, se unió a ellos Jérémie Arcache, quien era conocido de Ambroise doce años antes (cuando tenían entre 6 y 7 años) en el Máster de Notre-Dame de París. Revolver se convierte en un trío y comenzó a especializarse en el trabajo de armonías vocales.
A finales de 2006, grabaron sus primeras canciones y sentar las bases de lo que ellos llaman el "pop de chambre". Son rápidamente en contacto, gracias a MySpace, con la etiqueta Delabel/EMI y firmó un contrato con la discográfica en septiembre de 2007. Un primer EP, grabado junto a Robin Leduc, sale el 26 de mayo de 2008. En sus primeros conciertos, Revolver fue observado por la intimidad que los tres músicos son capaces de crear, jugar la mayor parte del tiempo sin un micrófono o un amplificador en lugares atípicos (apartamentos habitaciones, parques, hoteles, etc).

### Music for a While
Grabado en París en el otoño de 2008, el primero álbum de Revolver está dirigido por Julien Delfaud que les anima a integrar la batería en su música y les presentó al baterista Maxime Garoute. Lanzado el 1 de junio de 2009, Music for a While encuentra rápidamente un gran éxito, tanto público que crítico, vendiendo casi 100.000 copias y que permite al grupo ser nombrado para los "Victoires de la Musique" en 2010 en la categoría "Album Révélation" y "Révélation scène". Una gira de más de 150 conciertos les llevará a tocar por toda Europa (Francia, Reino Unido, Bélgica, Alemania, Suiza).

## Gira a EE. UU. y LP2
Music for While sale a Norteamérica el 24 de agosto del año 2010 con el sello Astralwerks, lo que permite al grupo a hacer varias giras por todo Estados Unidos y Canadá en octubre de 2010, marzo y octubre de 2011. Revolver volvió al estudio en mayo de 2011 para grabar un segundo álbum en París, aún bajo la dirección de Julien Delfaud. Para este álbum, Revolver es acompañada por el famoso bajista Pino Palladino (The Who, Simon & Garfunkel, D'Angelo) y Maxime Garoute todavía en la batería.

## Discografía
- 2008: Pop de chambre (EP)
- 2009: Music for a While
- 2010: Leave me Alone

### Versión en concierto y álbum
- This Boy, Because y With a little help from my friend de los Beatles.
- Can’t help falling in love de Elvis Presley.
- Helplessly Hoping de Crosby, Stills & Nash.
- I Only have eyes for you de The Flamingos.
- Balulalow de Ceremony of Carols de Benjamin Britten.
- Nevertheless (I'm in Love With You) de The Mills Brothers.
- Monk de Mini Mansions.
- Chinese Translation de M. Ward

### Sencillos
- 2009: Get Around Town
- 2010: Balulalow
- 2010: Leave Me Alone